# Emmersbach
Emmersbach oder Emersbach ist ein Weiler, der zur Stadt Lohmar im Rhein-Sieg-Kreis in Nordrhein-Westfalen gehört. 

## Geographie
Emmersbach liegt mittig im Norden des Stadtgebietes von Lohmar. Umliegende Ortschaften und Weiler sind Schönenberg, Katharinenbach und Klefhaus im Nordosten, Hohn, Höffen und Kattwinkel im Osten, Münchhof im Südosten sowie Wahlscheid im Süden, Westen, Nordwesten und Norden.
Der Emmersbach, ein orographisch linker Nebenfluss des Hohner Bachs, entspringt oberhalb des Ortes Emmersbach.

## Geschichte
Im Jahre 1885 hatte Emmersbach sechs Einwohner, die in einem Einzelhaus lebten.
Nach einem Adressbuch aus dem Jahre 1901 zählte der Ort Emmersbach einen Ackerer und einen Schuster.
Bis 1969 gehörte Emmersbach zu der bis dahin eigenständigen Gemeinde Wahlscheid.

## Brauchtum
Traditionell nehmen die Einwohner aus Emmersbach an der Wahlscheider Kirmes teil.

## Verkehr
Emmersbach liegt an der Verkehrsverbindung von Wahlscheid nach Münchhof.